# Rara (película)
Rara es una película chilena dirigida por Pepa San Martín, escrita por Alicia Scherson y protagonizada por Julia Lübbert y Mariana Loyola. El filme es el primer largometraje producido por Manufactura de Películas basada en Santiago de Chile y coproducido por Le Tiro Cine de Buenos Aires.
Rara obtuvo el Premio del Jurado en Festival de Cine de Berlín en 2016, y fue ganador de un Premio Horizonte Latino en la 64° edición del Festival de Cine de San Sebastián 2016.

## Sinopsis
Que te gusten los chicos, pero igual saber que son unos tarados. Vivir pegada a tu mejor amiga y también esconderle algún secreto. Tener problemas en la escuela y que tus padres se peleen todo el tiempo. Estas son el tipo de cosas que enfrenta una chica de 13 años, como Sara, quien no tiene problemas en que su madre viva con otra mujer, aunque su padre no piense lo mismo.

## Reparto
- Julia Lübbert como Sarah.
- Mariana Loyola como Paula
- Emilia Ossandón como Cata.
- Agustina Muñoz como Lía.
- Daniel Muñoz como Víctor.
- Sigrid Alegría como Nicole
- Coca Guazzini como Icha
- Micaela Cristi como Pancha.
- Luz Croxatto como Eugenia
- Nicolás Vigneaux como Julián.
- Enrique Bustamante como orientador del colegio.

## Premios
| Premio                                          | Categoría                                        | Nominado        | Resultado |
| ----------------------------------------------- | ------------------------------------------------ | --------------- | --------- |
| Festival Internacional de Cine de Berlín        | Premio del Jurado Internacional Generación Kplus | Pepa San Martín | Ganador   |
| Festival Internacional de Cine de Berlín        | Best First Feature Award                         | Pepa San Martín | Nominado  |
| Festival Internacional de Cine de Berlín        | Oso de Plata                                     | Pepa San Martín | Nominado  |
| Festival Internacional de Cine de San Sebastián | Premio Horizontes Latinos                        | Pepa San Martín | Ganador   |
| Festival Internacional de Cine de San Sebastián | Premio Sebastiane Latino                         | Pepa San Martín | Ganador   |
| Festival de Cine de Jerusalén                   | FIPRESCI Prize                                   | Pepa San Martín | Nominado  |
| Festival de Cine de Seattle                     | Nuevos directores                                | Pepa San Martín | Nominado  |
| Festival de Cine Gay y Lésbico de Lisboa        | Mejor largometraje                               | Pepa San Martín | Ganador   |
| Festival de Cine Gay y Lésbico de Lisboa        | Mejor actriz                                     | Julia Lübbert   | Ganador   |
| Premios Caleuche                                | Mejor actriz protagónica                         | Julia Lübbert   | Ganadora  |
| Premios Caleuche                                | Mejor actriz de soporte                          | Mariana Loyola  | Ganadora  |
| Premios Platino                                 | Mejor ópera prima de ficción                     | Rara            | Nominada  |
| Premios Platino                                 | Cine y Educación en Valores                      | Rara            | Nominada  |
| Premios Pedro Sienna                            | Mejor Largometraje Ficción                       | Rara            | Ganadora  |
| Premios Pedro Sienna                            | Mejor Dirección                                  | Pepa San Martín | Nominada  |
| Premios Pedro Sienna                            | Mejor Interpretación Secundaria Femenina         | Mariana Loyola  | Ganadora  |